# Săulești
Săulești è un comune della Romania di 2328 abitanti, ubicato nel distretto di Gorj, nella regione storica dell'Oltenia.
Il comune è formato dall'unione di 4 villaggi:  Bibești, Dolcești, Purcaru, Săulești.